# William-Adolphe Bouguereau
William-Adolphe Bouguereau (30 tháng 11 năm 1825 – 19 tháng 8 năm 1905) là một họa sĩ trường phái học viện người Pháp. William Bouguereau là một họa sĩ truyền thống có nhiều bức họa về chủ đề hiện thực và chủ đề Thần thoại Hy-Lạp như tuyên ngôn của Trường Phái Tân Cổ điển: "Trở về với cổ đại và vẽ tranh lịch sử". Đó là những chủ đề cực kỳ mang tính học viện (kinh viện) tập trung mô tả cao độ về vẻ đẹp của cơ thể nữ giới. Ông nhận được rất nhiều sự ưu ái từ những nhà bảo trợ tranh giàu có với những bức họa như ảnh chụp của mình. Tuy rất nổi tiếng vào thời của mình nhưng đến nay, những chủ đề ông vẽ và kỹ thuật của ông nhận được khá ít sự quan tâm khi đem so sánh với Chủ nghĩa ấn tượng.

## Cuộc đời và sự nghiệp
William-Adolphe Bouguereau sinh ra tại La Rochelle, Pháp vào ngày 30 tháng 11 năm 1825 trong một gia đình buôn rượu và dầu olive. Ông đã cho thấy là sẽ nối nghiệp của gia đình nhưng vì sự can thiệp của người chú Eugène, một giáo sĩ Công giáo, người đã dạy ông về Kinh thánh và đã sắp xếp cho Bouguereau học trung học. Bouguereau tỏ ra có tài năng hội họa khá sớm và cha ông đã được một khách hàng thuyết phục cho ông đến học tại Trường Mỹ thuật - École des Beaux-Arts ở Bordeaux, nơi ông nhận được giải nhất với bức họa Thánh Roch. Để kiếm thêm tiền, ông nhận thêm việc thiết kế nhãn mứt.
Thông qua người chú, Bouguereau được cho phép vẽ chân dung những người sống trong giáo phận và khi có đủ tiền, Bouguereau đến Paris để trở thành sinh viên Trường Mỹ thuật - École des Beaux-Arts tại đây. Để hỗ trợ cho việc học vẽ của mình, ông tham dự các lớp nhỏ về giải phẫu học, lịch sử y phục và khảo cổ học. Ông được nhận vào xưởng vẽ của François-Edouard Picot, nơi ông học vẽ theo phong cách Kinh viện. Những bức họa Kinh viện lấy chủ để về lịch sử và thần thoại đã giúp Bouguerau đạt học bổng Prix de Rome năm 1850 với bức Zenobia Found by Shepherds on the Banks of the Araxes. Giải thưởng của ông là được lưu lại Villa Medici ở Roma, Ý, nơi ngoài các lớp học chính quy, ông còn được trực tiếp học thêm về những họa sĩ Phục hưng và tranh của họ.

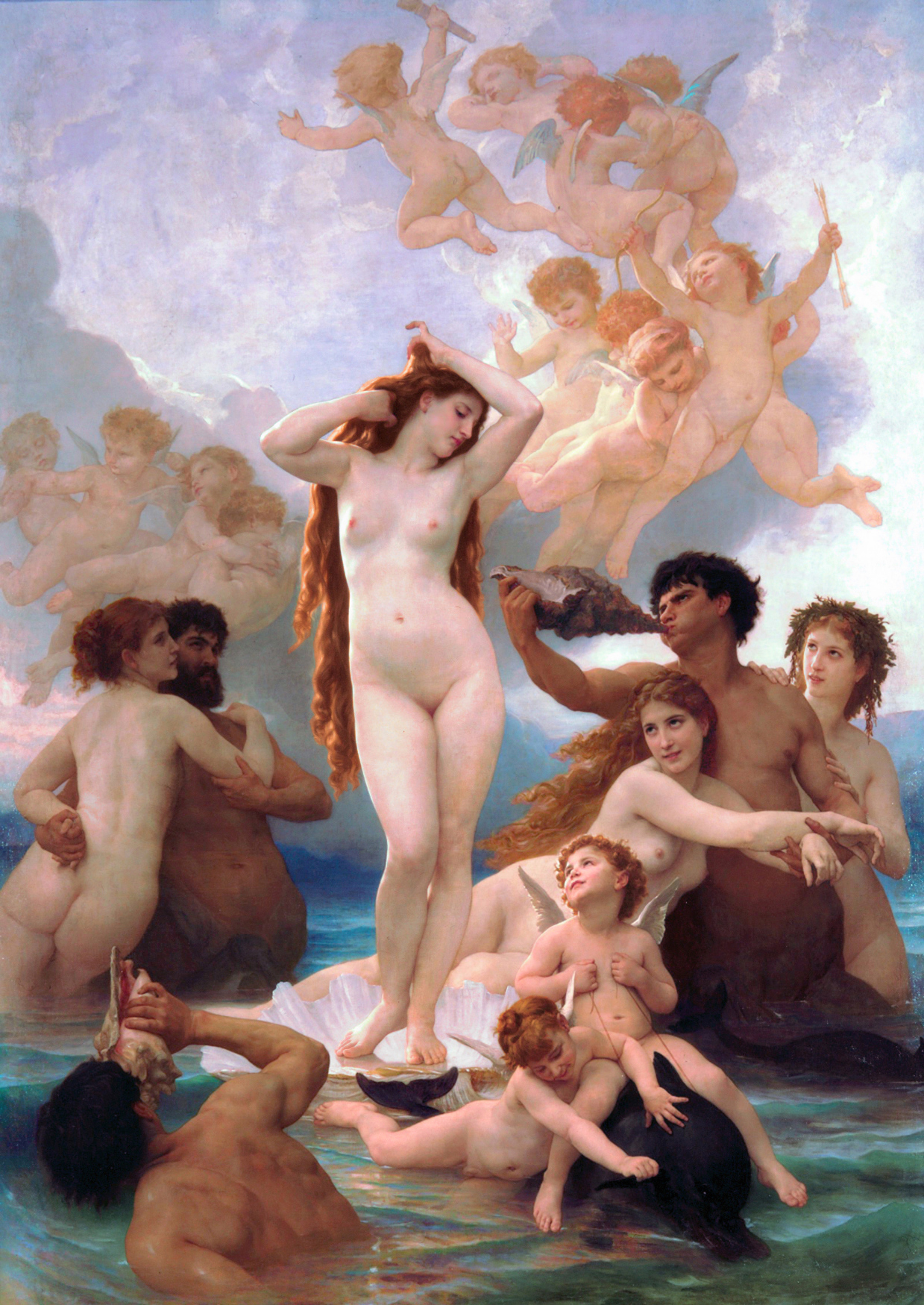
Tranh vẽ Sự ra đời của thần Venus của Bouguereau năm 1879

Bouguereau hoàn toàn hòa hợp với phong cách Kinh viện, tổ chức triển lãm hàng năm ở Salon de Paris (một triển lãm tranh chính thức của Viện Hàn lâm Mỹ thuật). Một nhà phê bình đã nhận định, "M. Bouguereau có một thiên tài và kiến thức bẩm sinh về đường nét. Sự cân đối của cơ thể người chiếm trọn tâm trí ông [...] Người ta chỉ có thể ngưỡng mộ ông vì đã cố gắng bước theo dấu chân của những người đi trước. [...] Raphael cũng đã bị ảnh hưởng bởi nét cổ điển. Không ai có quyền phê phán ông là không độc đáo cả."
Raphael là họa sĩ mà Bouguereau rất thích. Ông tiếp nhận lời phê bình này như một lời khen ngợi mình. Ông đã đáp ứng một trong những yêu cầu của học bổng Prix de Rome bằng cách hoàn thành một bức tranh chép từ bức họa của Raphael "Chiến thắng của Galatea". Trong nhiều tác phẩm của mình, ông theo đuổi cùng một cách tiếp cận Cổ điển về cách bài trí, hình dáng và chủ đề.
Những bức chân dung phụ nữ của Bouguereau đều rất đẹp và quyến rũ, một phần bởi ông có thể tô điểm thêm cho vẻ đẹp của người mẫu và cũng giữ lại những nét vốn có của người đó.
Năm 1856, ông cưới Marie-Nelly Monchablon và có năm đứa con. Đến cuối thập niên 1850, ông tạo ra nhiều mối giao hảo với những nhà buôn tranh, đặc biệt là với Paul Durand-Ruel (về sau bảo hộ tranh cho những họa sĩ Ấn tượng), người giúp khách hàng mua tranh của họa sĩ trưng bày ở Triển Lãm Paris. Triển Lãm hàng năm đều thu hút 300.000 người, do đó giúp nhiều họa sĩ trưng bày tranh ở đây bán được tranh. Danh tiếng Bouguereau lan sang tận Anh vào thập kỉ 1860, sau đó ông mua một căn hộ lớn và một xưởng vẽ ở Montparnasse bằng thu nhập của mình.
Bouguereau là một họa sĩ truyền thống trung thành với những bức tranh hiện thực và thần thoại. Tranh của ông là những cách thức thể hiện hiện đại của chủ nghĩa Cổ điển - cả về vấn đề đa thần lẫn Kitô giáo - tập trung vào cơ thể người phụ nữ. Tuy tạo ra một thế giới lý tưởng, những bức họa như ảnh chụp của ông đã thổi sức sống vào những nữ thần, những thần nymph, những cô gái chăn cừu, Đức mẹ theo một cách mà những mà bảo trợ nghệ thuật thời đó đòi hỏi. Thế nhưng, một số nhà phê bình lại tỏ vẻ thích sự chân thực của những bức tranh miêu tả nông dân và người lao động cần cù giống với đời thực của Jean-François Millet hơn.
Bouguereau sử dụng những phương thức vẽ truyền thống. Ông dùng bút chì vẽ chi tiết, sau đó phác bằng dầu. Cách ông vẽ tạo ra một hình mẫu người chính xác và hài hòa. Trong tranh ông, làn da, bàn tay và bàn chân được chú trọng đặc biệt. Ông cũng dùng nhiều biểu tượng tôn giáo và biểu tượng gợi tình, như trong bức "Chiếc bình vỡ" (The broken pitcher) thể hiện một nỗi buồn về sự ngây thơ bị mất đi.
Một trong những thành quả của việc duy trì phong cách Kinh viện và triển lãm tranh ở Triển Lãm Paris là ông được đặt trang trí nhà riêng, các công trình công cộng và nhà thờ. Tùy theo từng lời đặt hàng mà đôi khi ông được vẽ theo phong cách của riêng ông, đôi khi ông lại phải vẽ theo cách vẽ của tập thể. Trước đây, Bouguereau được đặt hàng trong cả ba lĩnh vực trên. Điều này làm uy tín và danh tiếng của ông lên rất cao. Ông cũng tạo nhiều bản sao của các bức tranh công khai của mình để bán cho các nhà buôn tranh, bức "Lời truyền tin" (The Annuciation) là một ví dụ. Ông cũng là một họa sĩ chân dung rất thành công tuy nhiều bức vẽ chân dung của những nhà bảo trợ vẫn nằm trong bộ sưu tập riêng của ông.
Bouguereau mau chóng nhận được vinh quang từ Viện hàn lâm, trở thành Thành viên Trọn đời vào năm 1876, nhận huân chương Bắc đẩu Bội tinh năm 1885. Ông bắt đầu dạy vẽ tại Học viện Julian năm 1875, một học viện độc lập của École dé Beaux-Arts cho cho cả nam và nữ, không cần thi đầu vào và học phí chỉ cần trả rất ít trên danh nghĩa.
Năm 1877, cả vợ và đứa con trai nhỏ của ông đều qua đời. Dù đã khá lớn tuổi, Bouguereau đi bước nữa vào năm 1896, với Elizabeth Jane Gardner Bouguereau, một họa sĩ học trò người Mỹ. Ông đã dùng ảnh hưởng của mình để mở nhiều lớp dạy mỹ thuật Pháp cho phụ nữ.
Gần cuối đời, ông miêu tả tình yêu nghệ thuật của mình như sau, "Mỗi ngày tôi đến xưởng vẽ của mình với tất cả niềm vui; vào buổi tối khi bắt buộc vào ngừng vẽ vì bóng tối tôi đều mong ngày hôm sau sẽ đến... Nếu tôi không đến với những bức tranh yêu quý của tôi, tôi cảm thấy thật bất hạnh". Ông đã vẻ tổng cộng 826 bức tranh.
Mùa xuân năm 1905, nhà của Bouguereau và xưởng vẽ của ông ở Paris bị trộm. Ngày 19 tháng 8 năm 1905, Bouguereau qua đời tại La Rochelle ở tuổi 79 vì bệnh tim.

## Thăng trầm

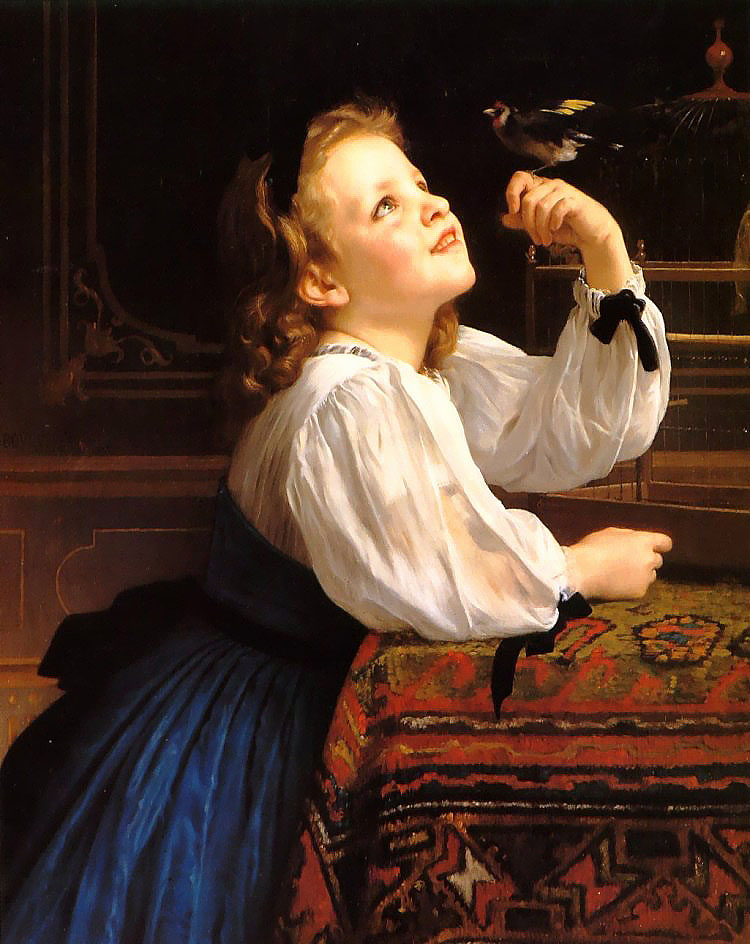
Tête d'Etude l'Oiseau (1867)

Ở thời của mình, Bouguereau được xem là một trong số những họa sĩ vĩ đại nhất của thế giới nghệ thuật Kinh viện, đồng thời ông cũng nhận được nhiều lời chê bai từ phía những nghệ sĩ cấp tiến (avant-garde). Danh tiếng của ông lan đến Bỉ, Hà Lan, Tây Ban Nha và cả Hoa Kỳ và tranh của ông rất có giá.
Sự nghiệp của Bouguereau gần như thăng tiến vùn vụt mà không gặp trở ngại nào. Với nhiều người, nghệ thuật của ông được cô đọng và tinh chắt, là một sự trân trọng đối với truyền thống. Với nhiều người khác, ông sử dụng một kỹ thuật vẽ xuất sắc theo truyền thống. Degas và những cộng tác của ông đã sử dụng thuật ngữ "Bouguereauté" một cách chê bai khi nói về những họa sĩ dựa dẫm vào cách vẽ tao ra "những bề mặt bóng bẩy và nhân tạo", cách vẽ của những họa sĩ Kinh viện chuyên nghiệp khi hoàn thành bức vẽ khiến cho dấu vết của họa sĩ trên bức tranh không còn được nhìn thấy nữa. Trong một bức thư năm 1872, Degas viết rằng ông đã cố gắng bắt chước cách vẽ theo thứ tự của Bouguereau, tuy vậy, sự hóm hỉnh sắc sảo và với khuynh hướng thẩm mỹ của một nhà Ấn tượng chủ nghĩa, có thể thấy được đây là một lời châm biếm..
Các tác phẩm của Bouguereau được những nhà triệu phú người Mỹ sốt sắng mua. Theo họ Bouguereau là họa sĩ quan trọng nhất của Pháp lúc đó. Nhưng sau năm 1920, danh tiếng Bouguereau bị rơi rớt thảm hại, do sự thay đổi về thị hiếu nghệ thuật và việc ông trung thành với nghệ thuật Kinh viện, phía đầu kia chiến tuyến của chủ nghĩa Ấn tượng, trào lưu hội họa đang ngày càng được chấp nhận rộng rãi lúc đó. Ngày nay chỉ có những nhà sử học hội họa mới biết đến tên tuổi của Bouguereau.

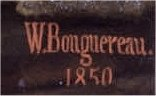
Bouguereau's signature (detail).

## Tên
Những nguồn thông tin về tên đầy đủ của ông cho thấy có nhiều điểm sai lệch: một số nguồn ghi là William-Adolphe Bouguereau hoặc William Adolphe Bouguereau (William là tên, Bouguereau là họ), trong khi một số nguồn khác lại ghi là Adolphe William Bouguereau (Adolphe là tên). Tuy nhiên, ông ký tên dưới những bức họa của mình đơn giản chỉ là William Bouguereau (cho thấy "William" là tên của ông), hoặc chính xác hơn là"W.Bouguereau.ngày tháng" (dùng ký tự Pháp), sau đó là"W-BOVGVEREAV-ngày tháng" (dùng ký tự Latin).

## Một số tác phẩm

Một số tác phẩm của William Bouguereau
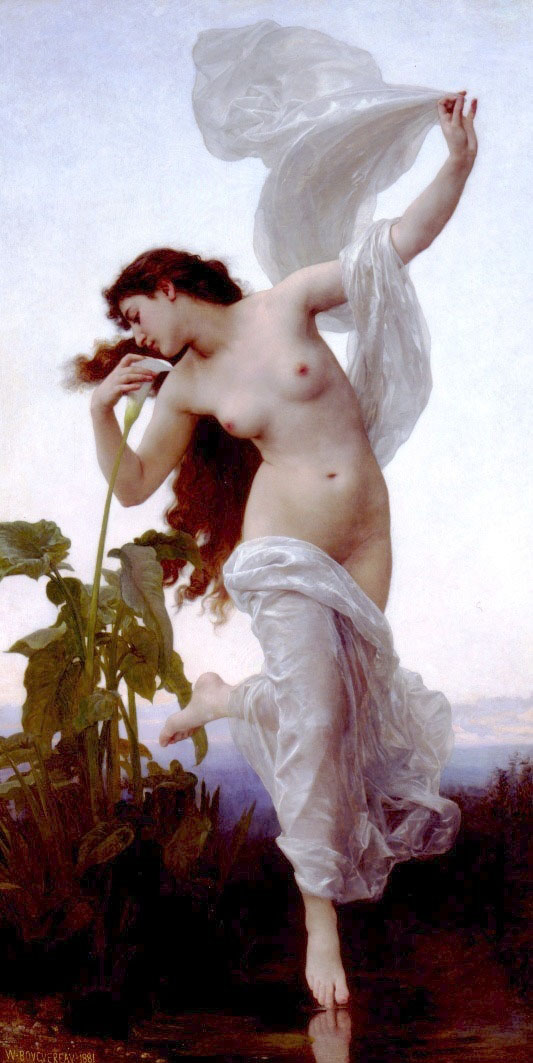
Aurora (1881)
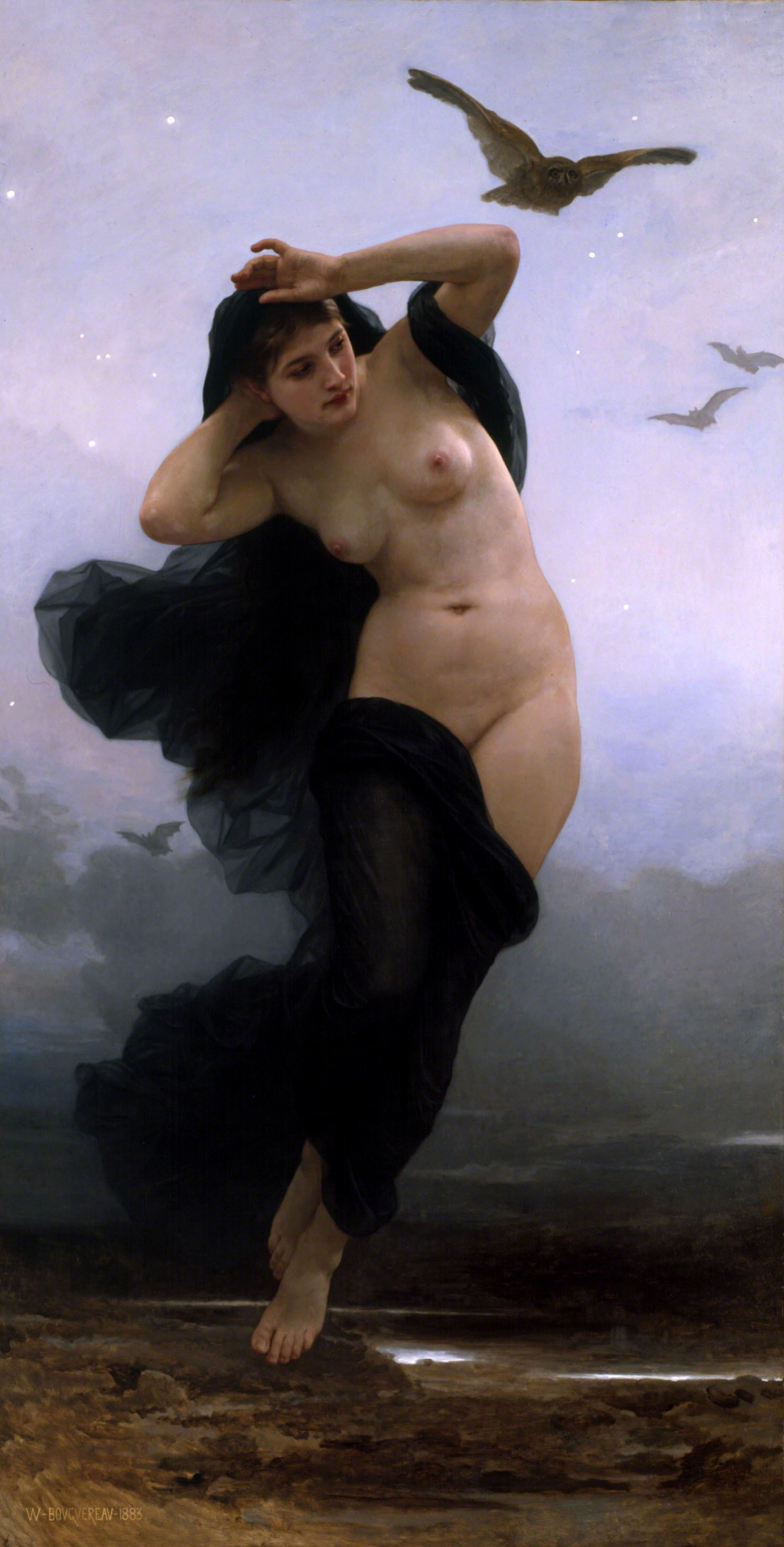
Nyx (1883)
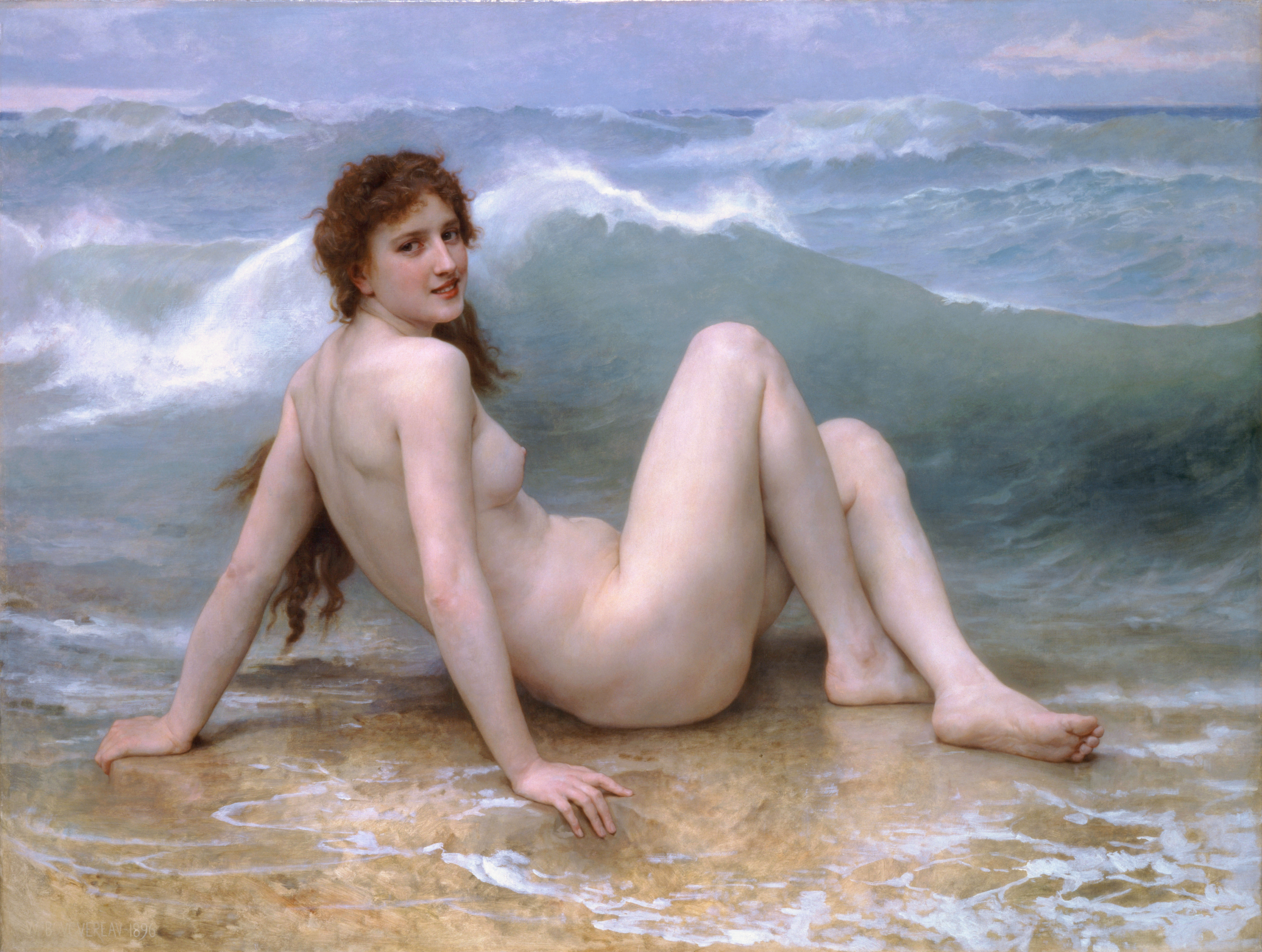
La Vague (Sóng biển) (1896)
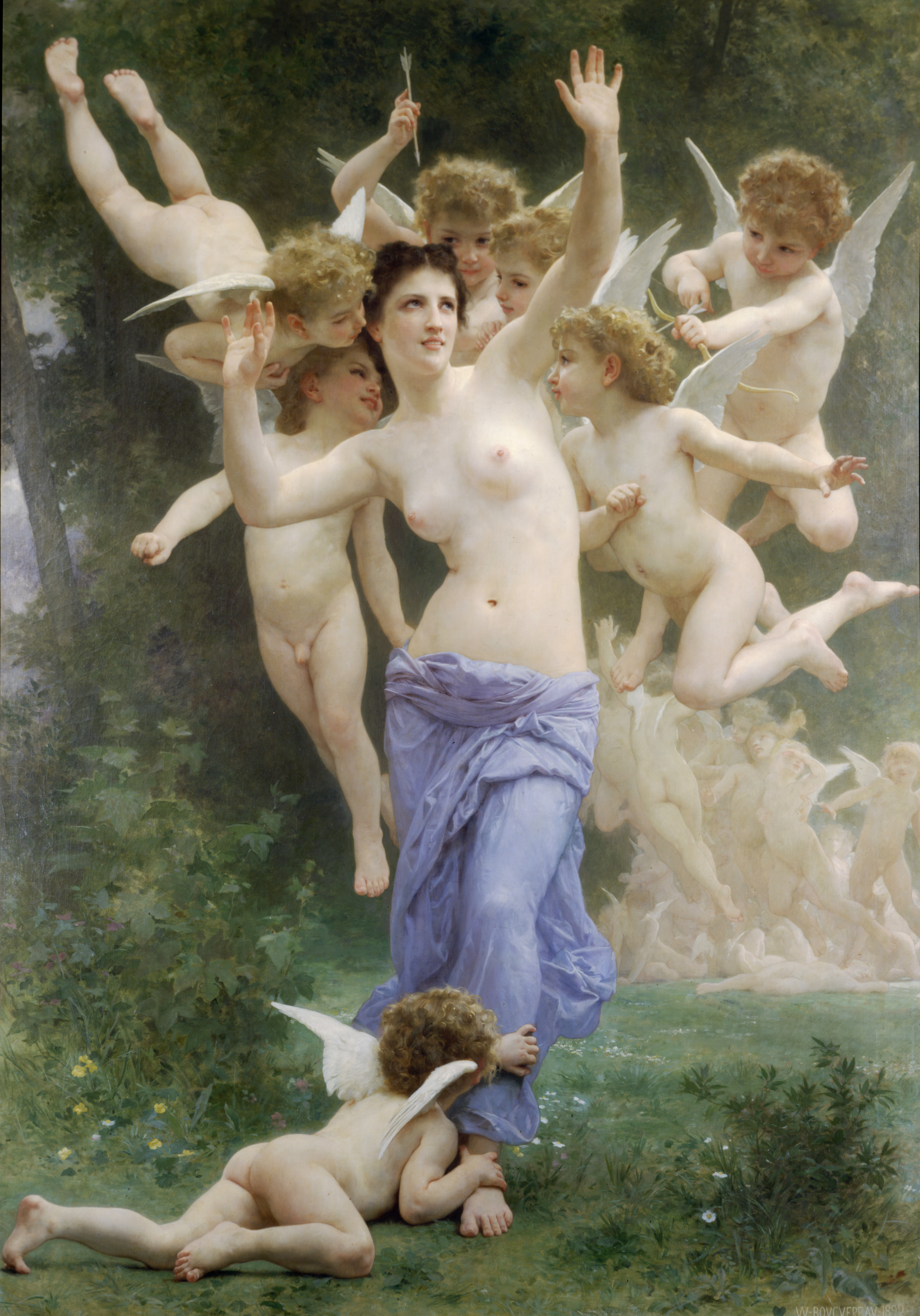
Le Guêpier (1892)
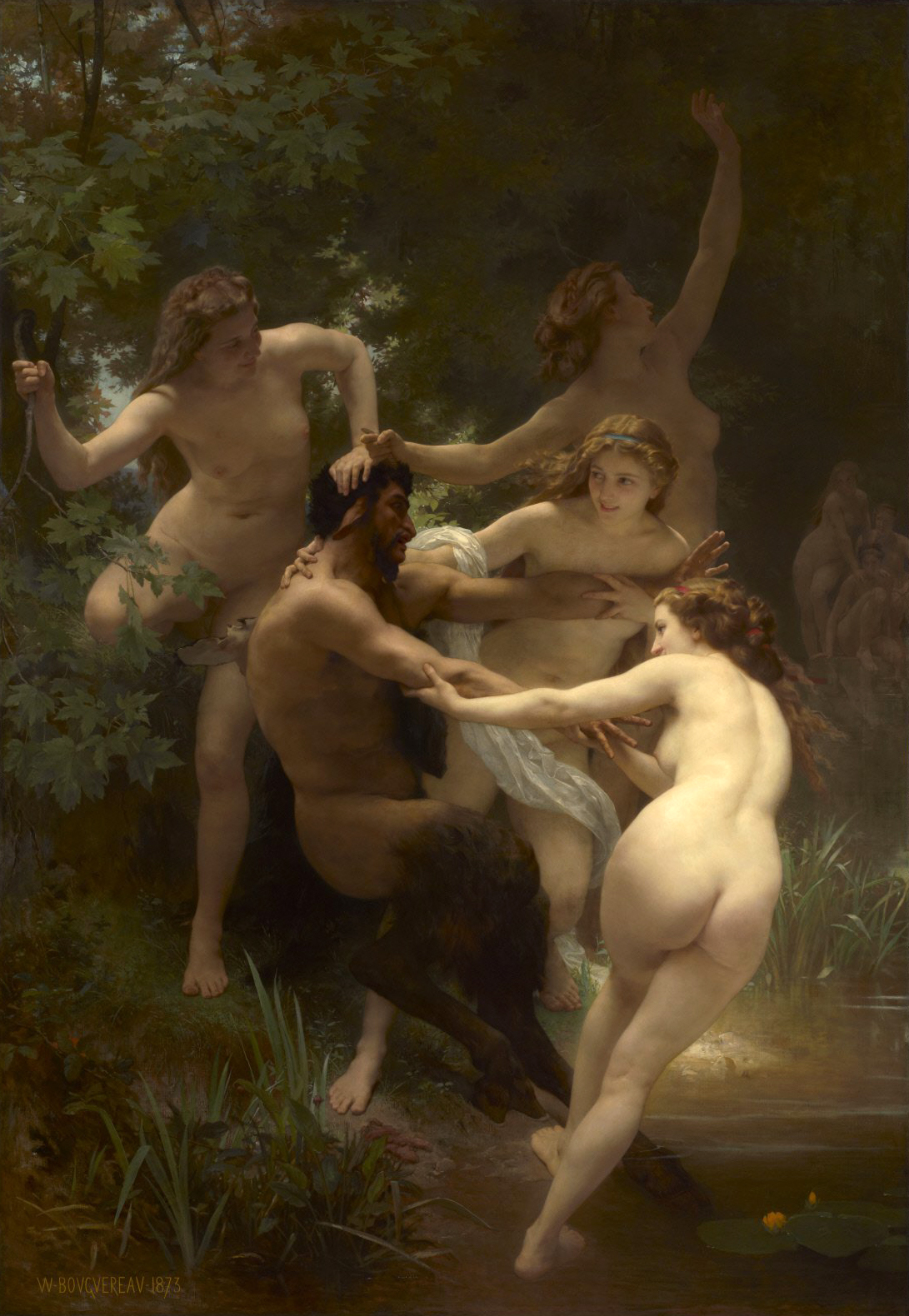
Nymphes et satyre (1873) (Nữ thần và dương thần)
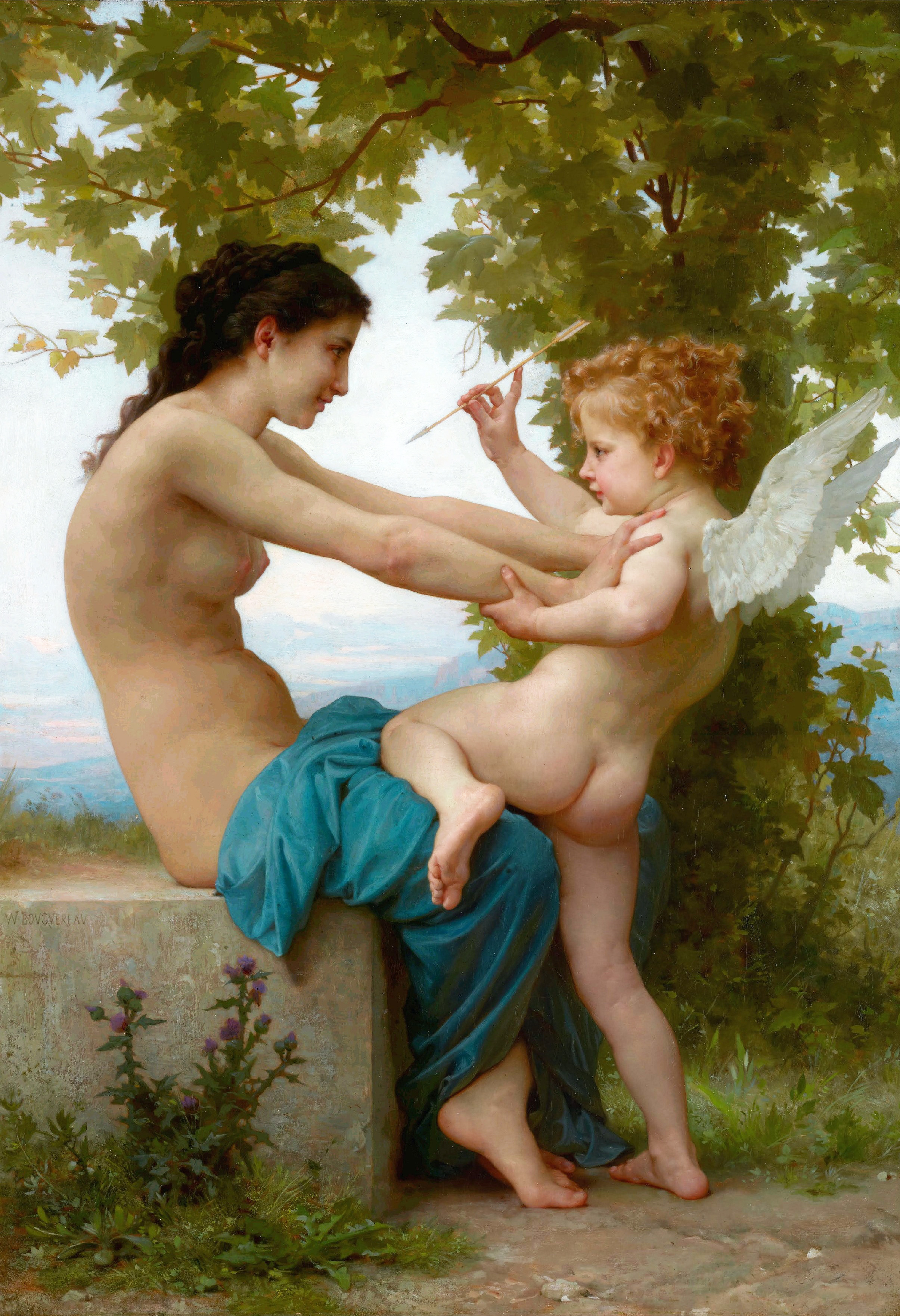
Jeune fille se défendant contre l'Amour (Cô gái trẻ chống lại sự cám dỗ của Thần tình yêu), 1880
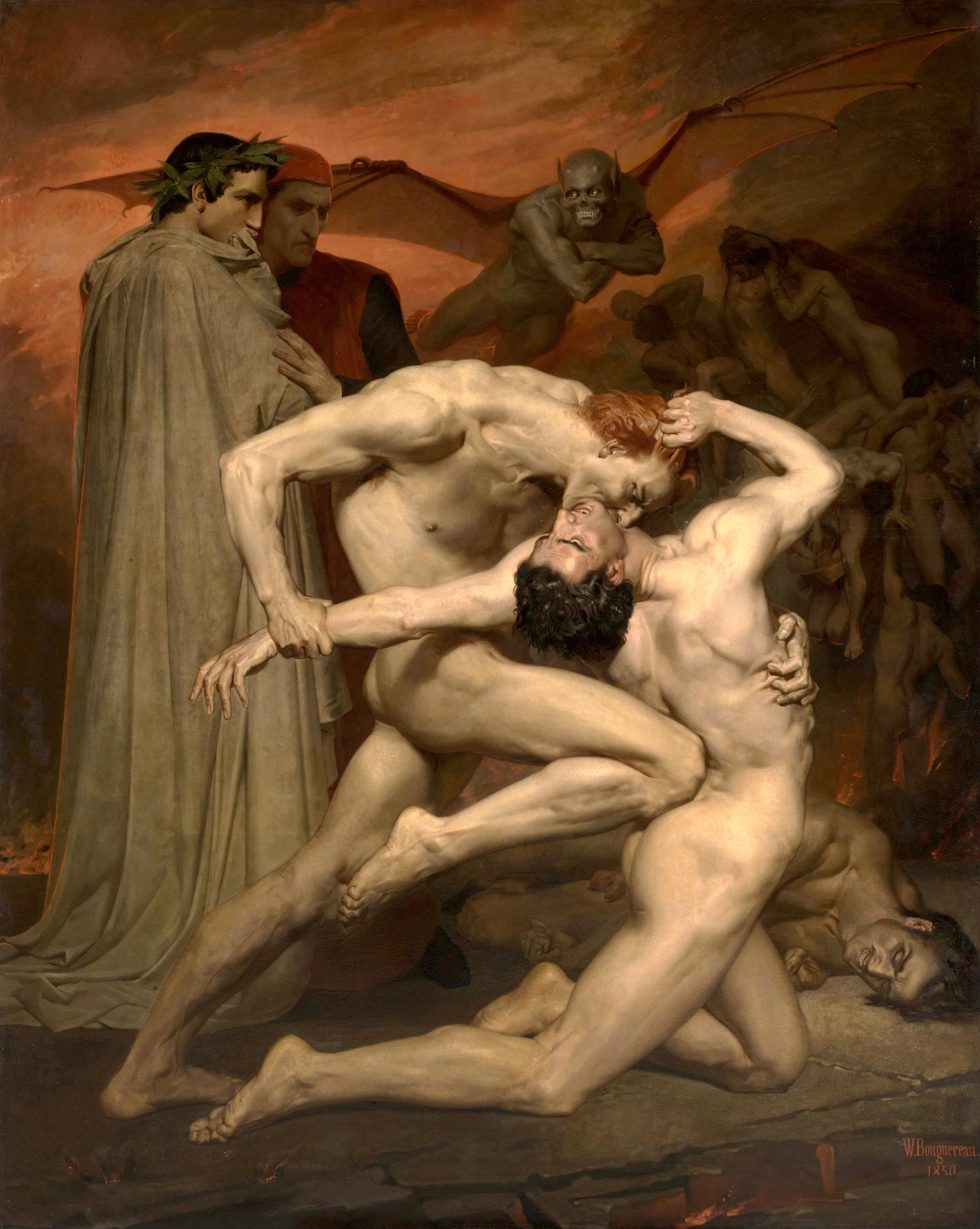
Dante et Virgile en enfer (Dante và Vergil trong địa ngục) (1850)
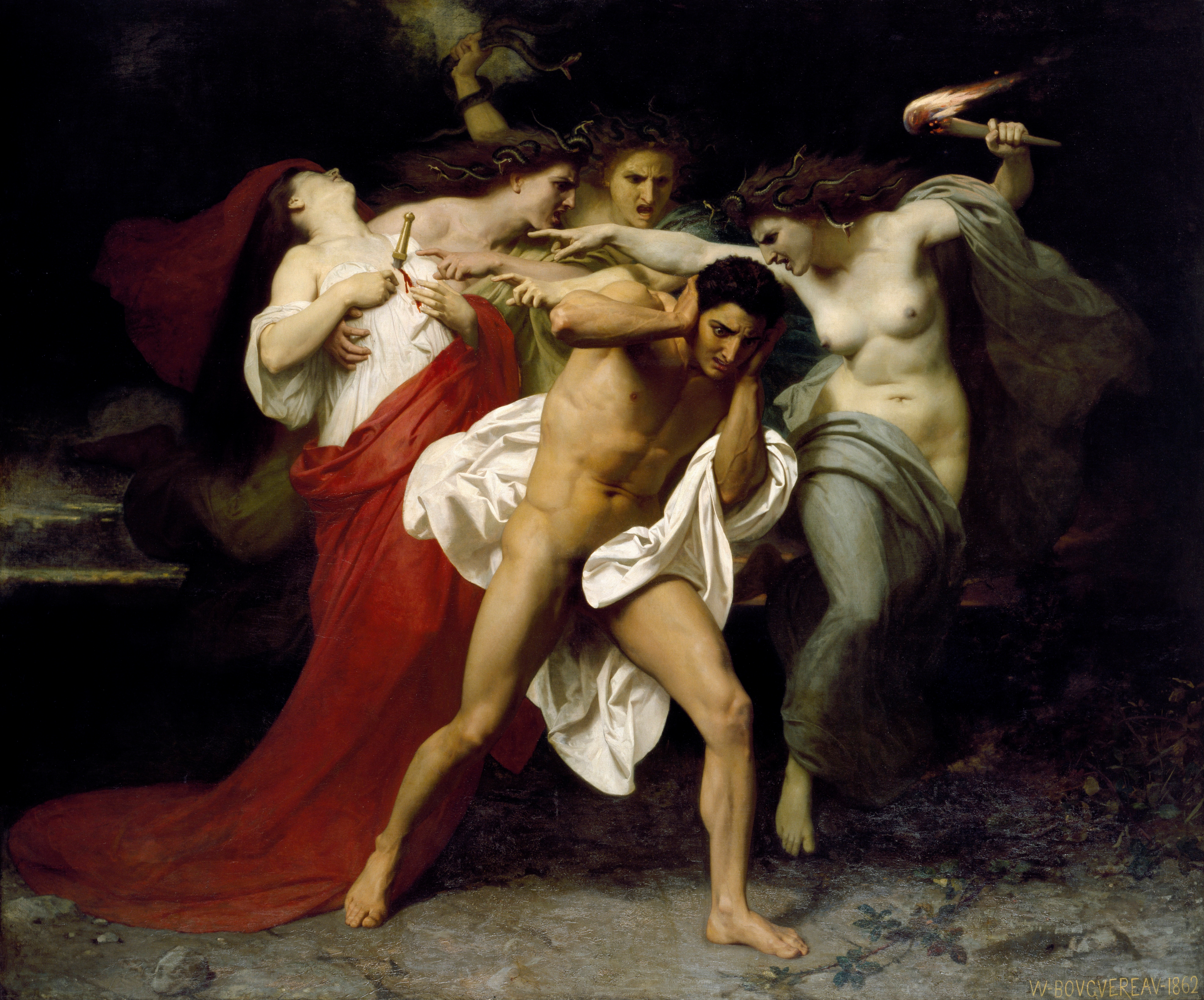
Oreste (1862)
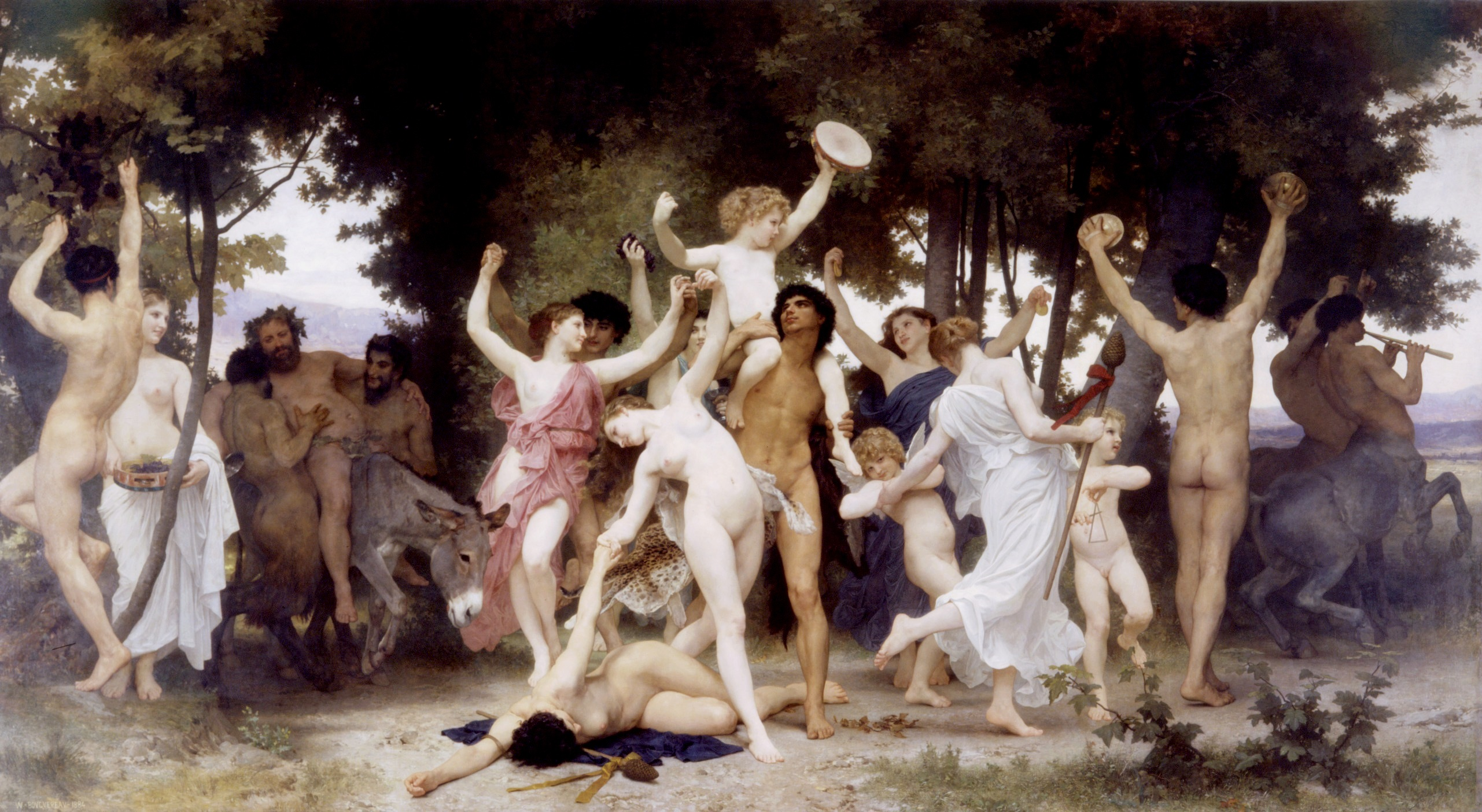
La jeunesse de Bacchus (1884)

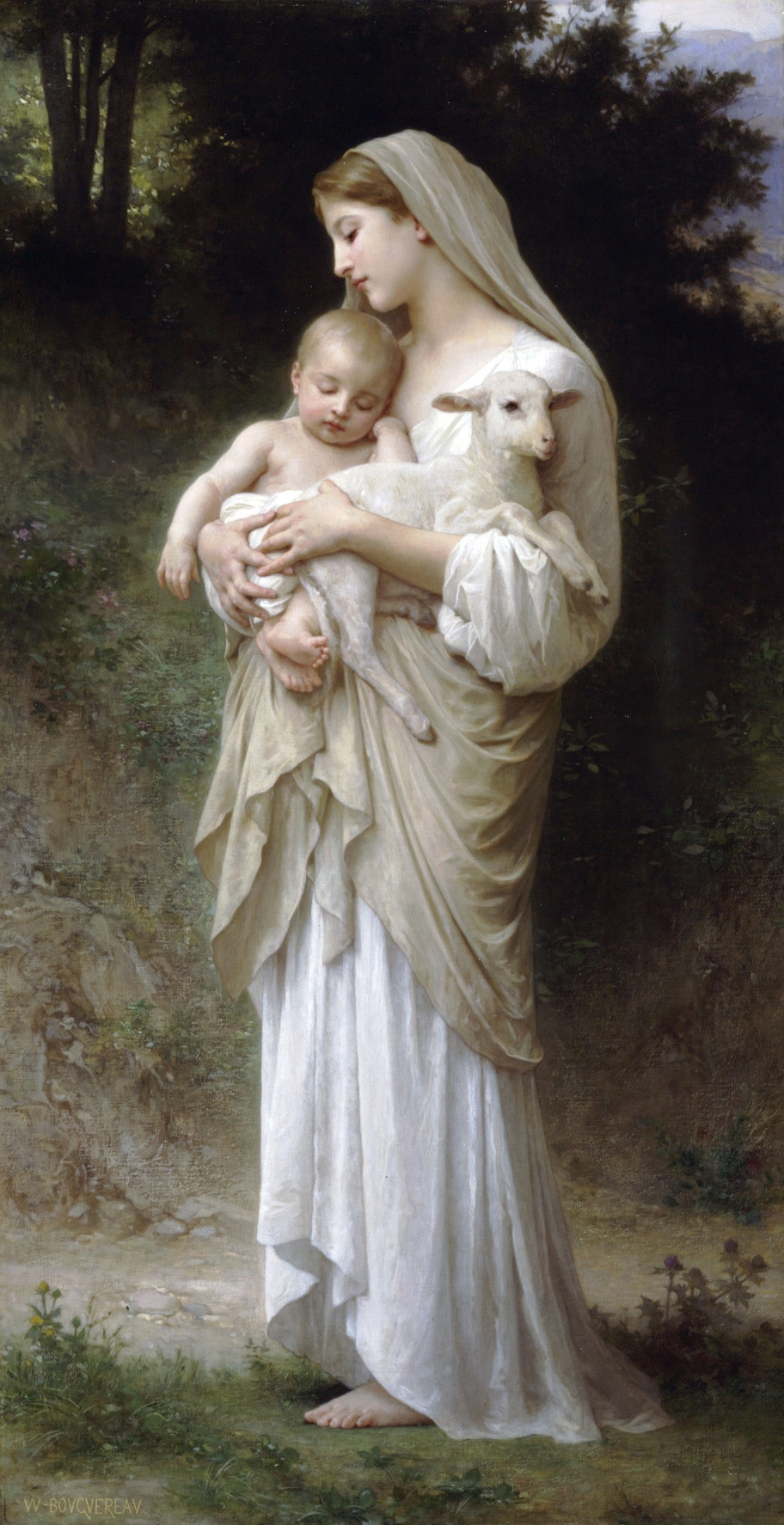
L'Innocence (Sự trong trắng) (1893)
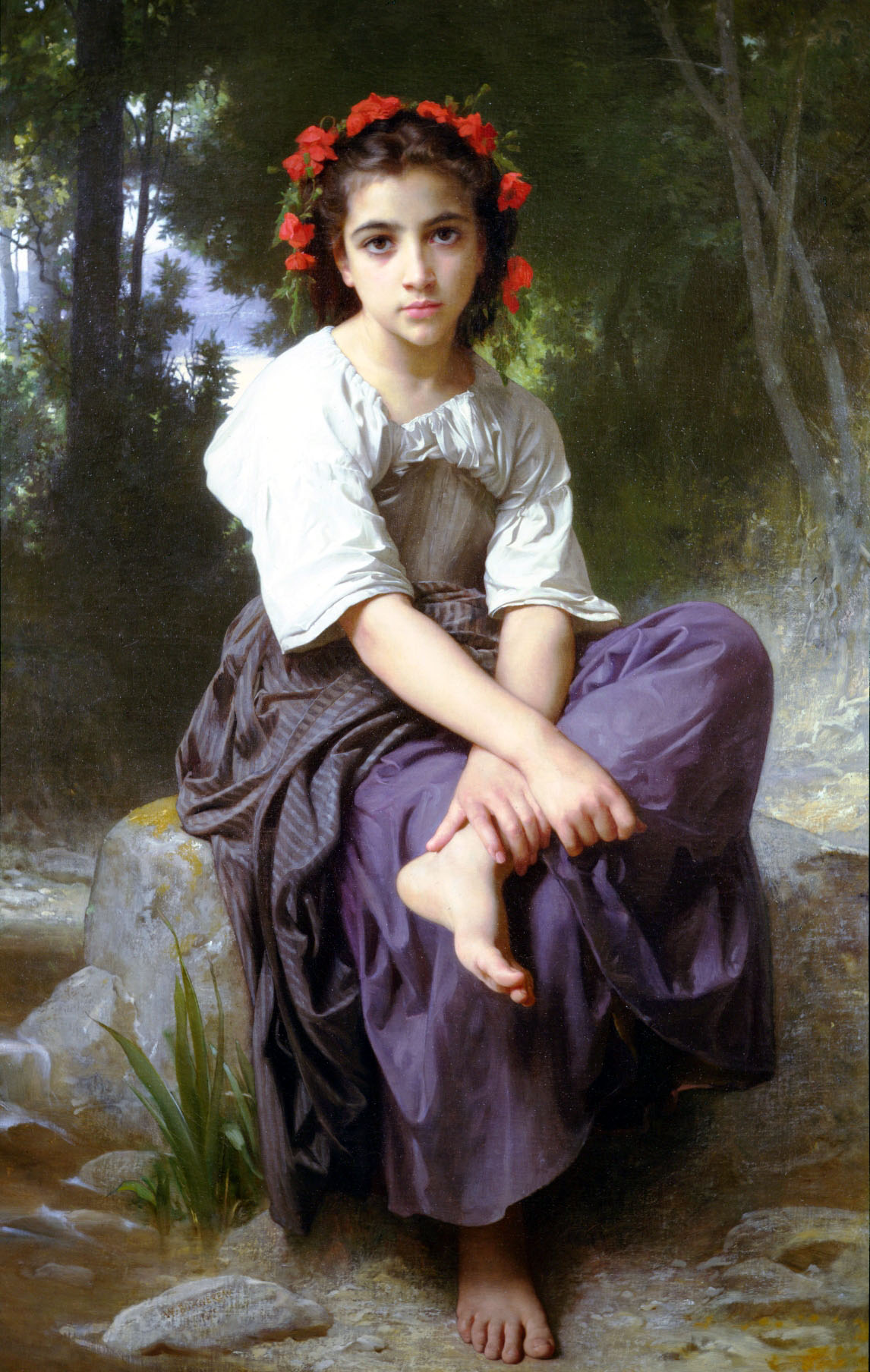
Au bord du Ruisseau (Bên dòng suối) (1875)
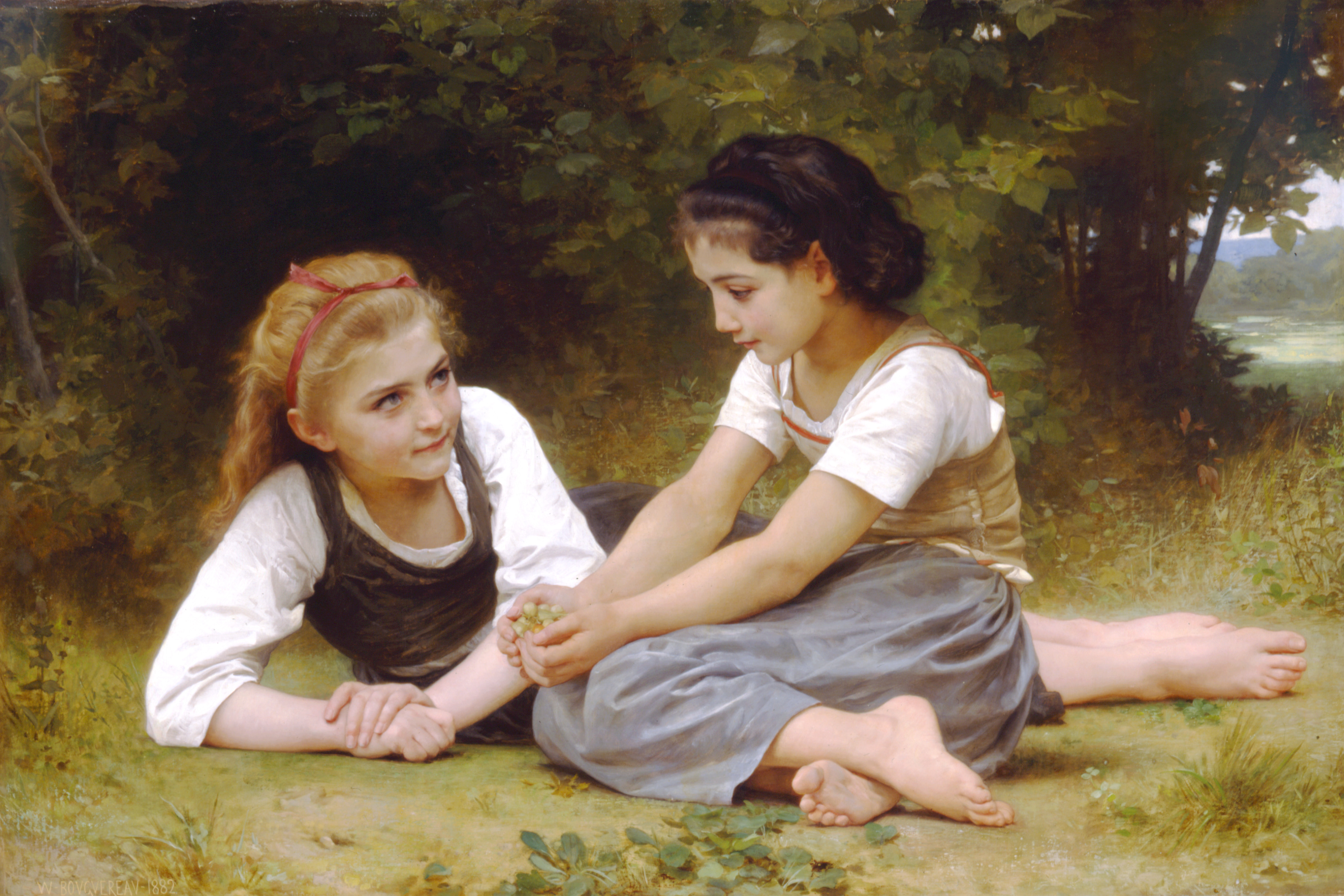
Les noisettes (1882)
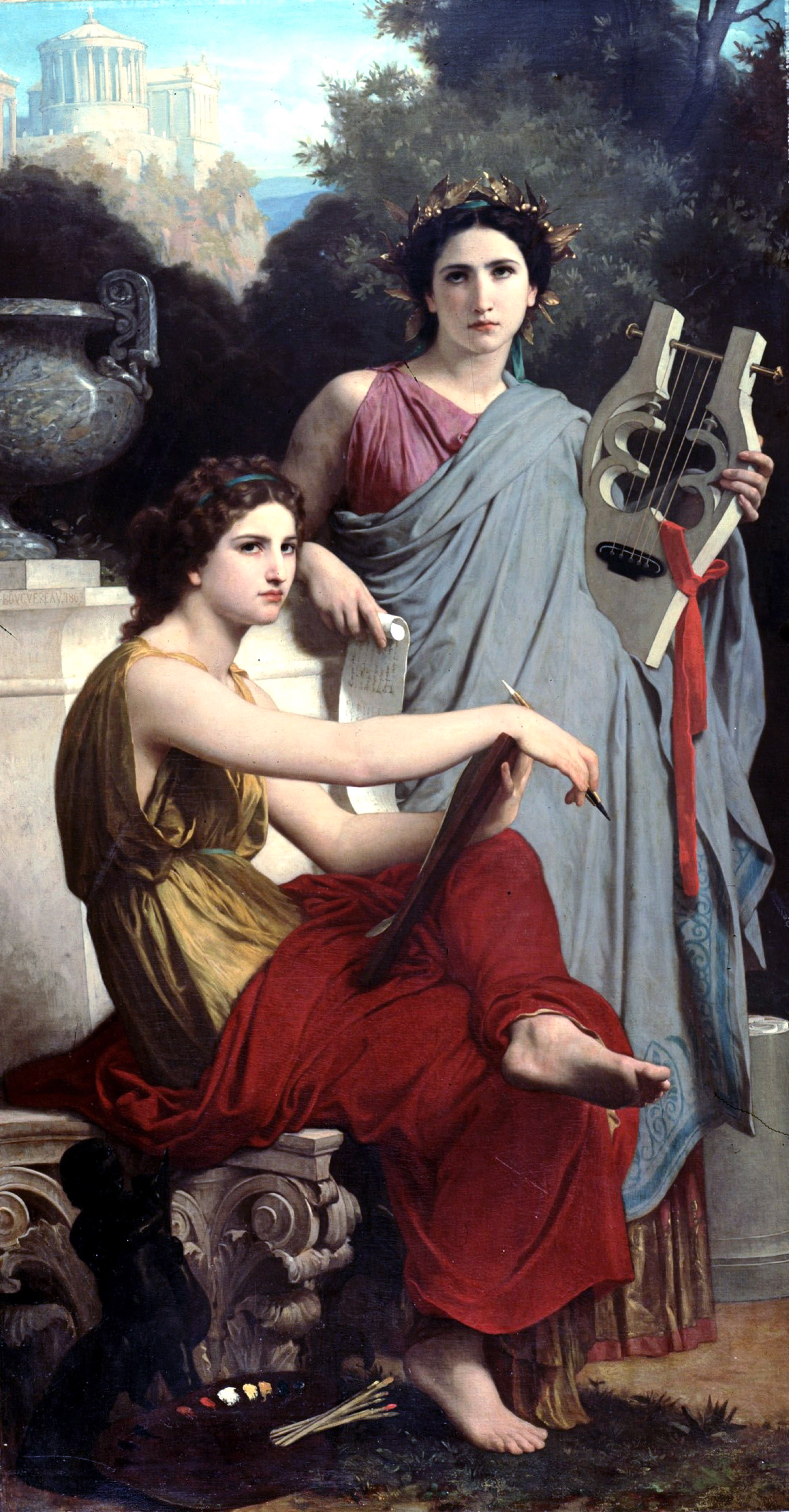
L'Art et la Littérature (Nghệ thuật và văn chương) (1867)
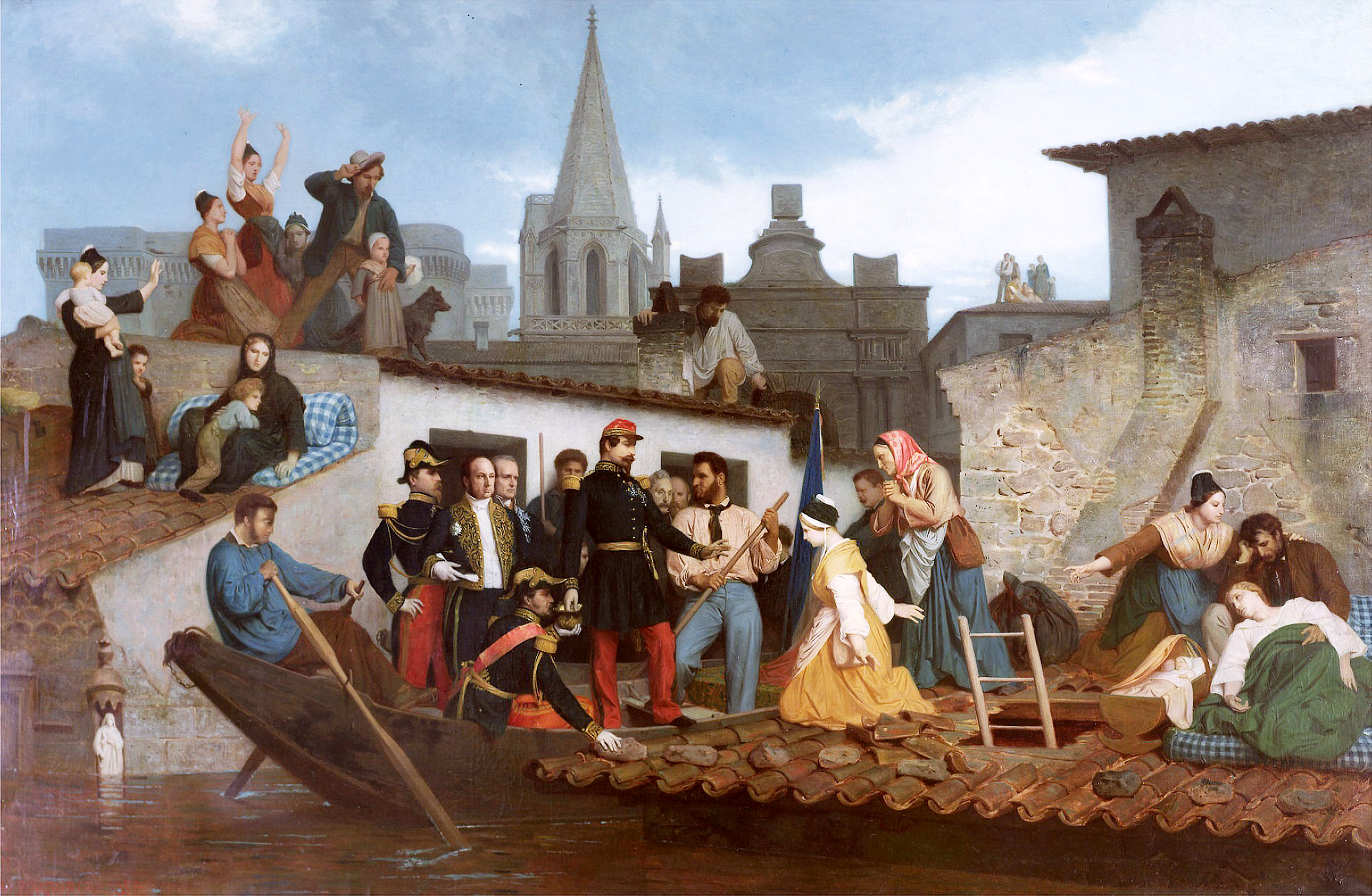
L'Empereur Napoléon III visitant les inondés de Tarascon (Hoàng đế Napoleon III đến Tarascon) (1856)
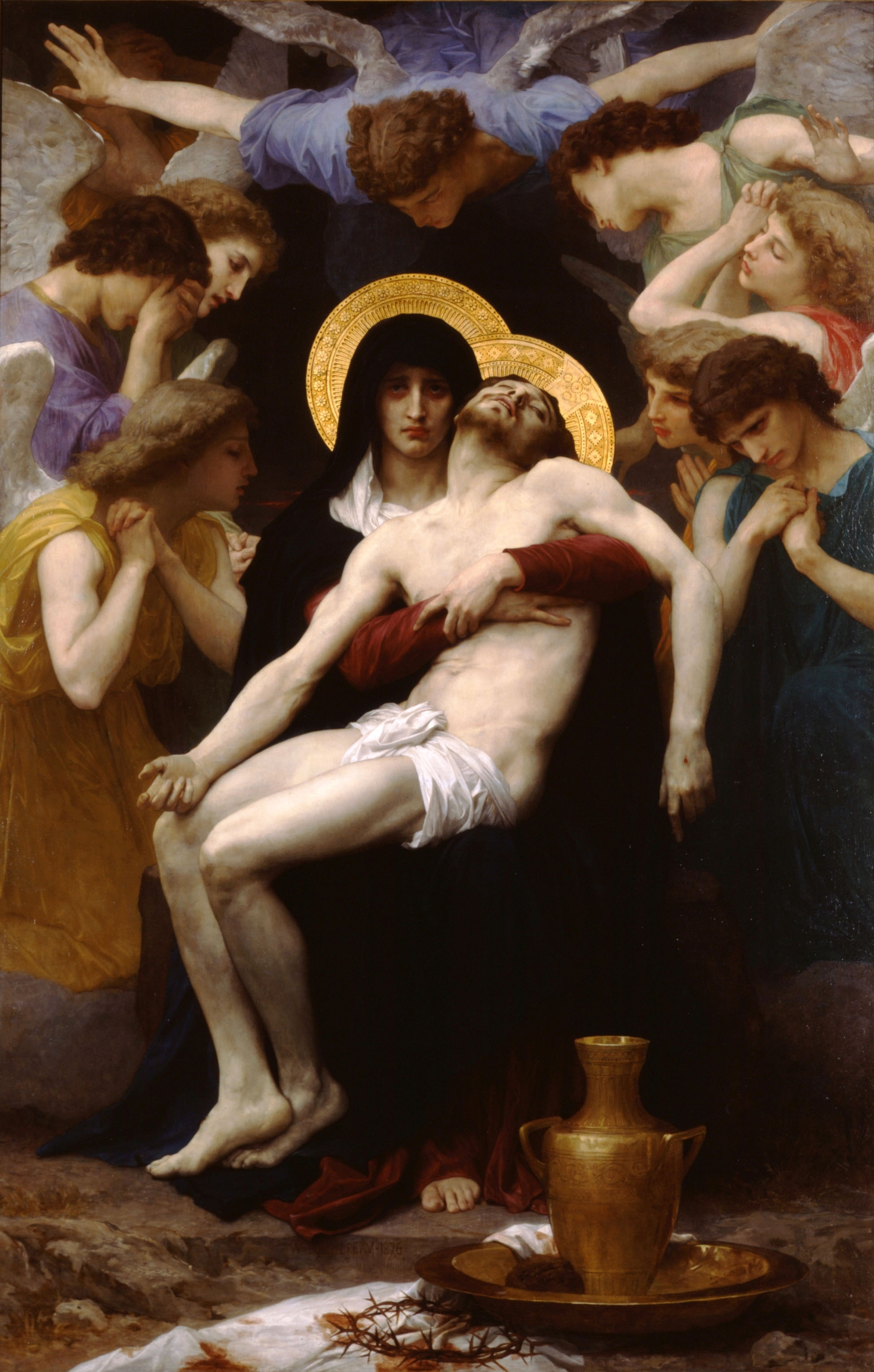
Đức Mẹ sầu bi (Pietà), 1876
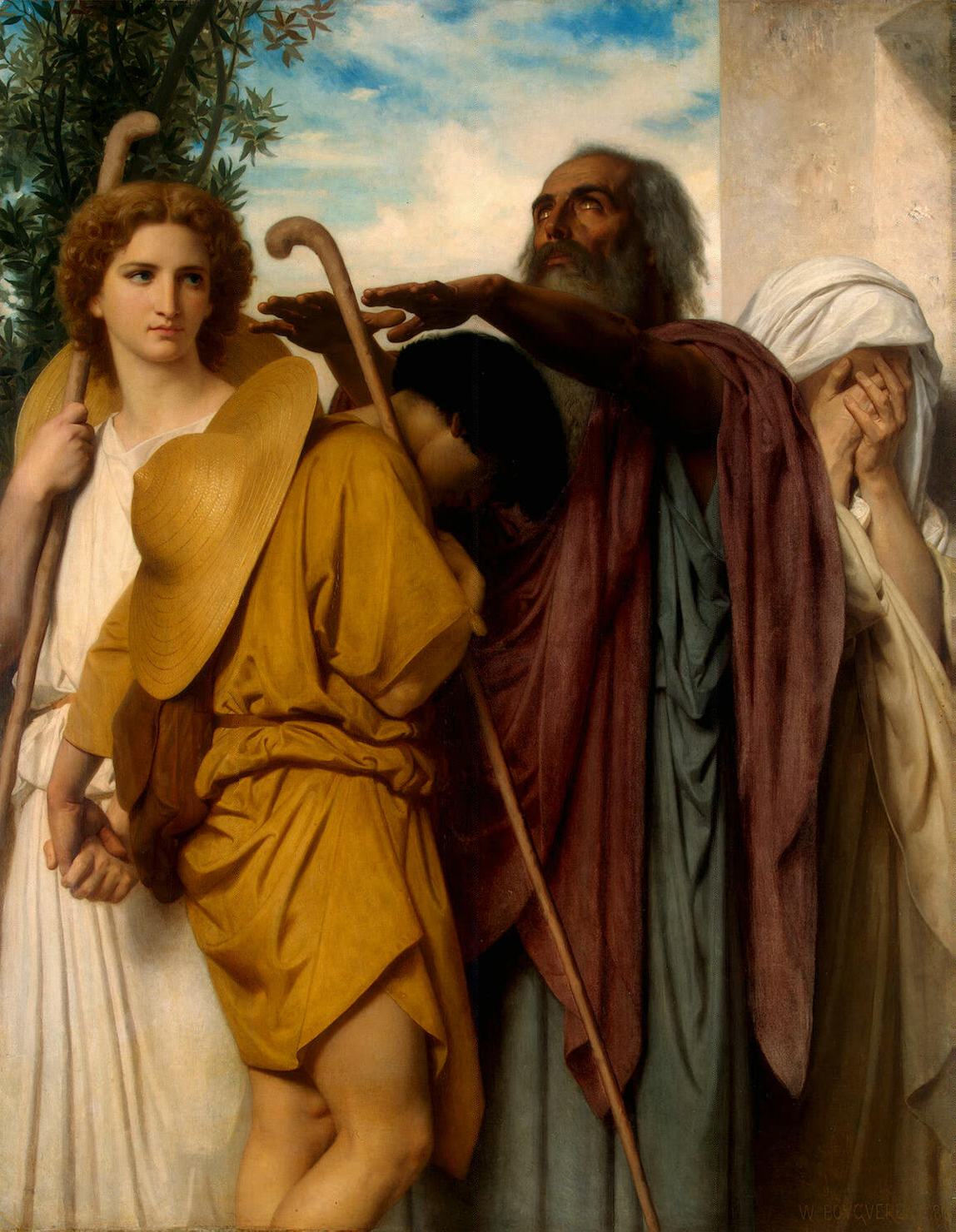
Tobias disant au-revoir à son père (Tobias từ biệt cha)(1860)
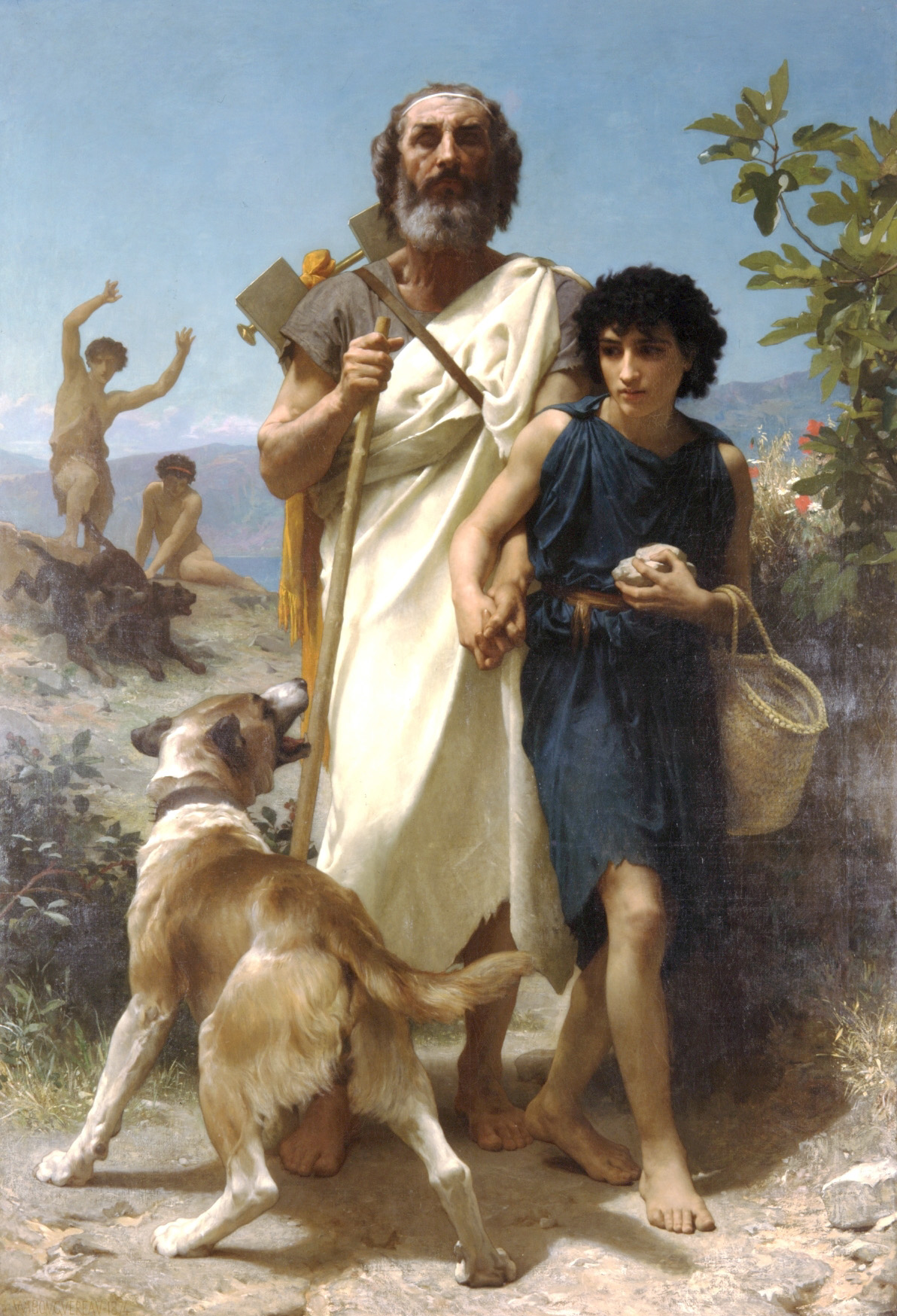
Homère et son guide (Homer và người dẫn đường) (1874)
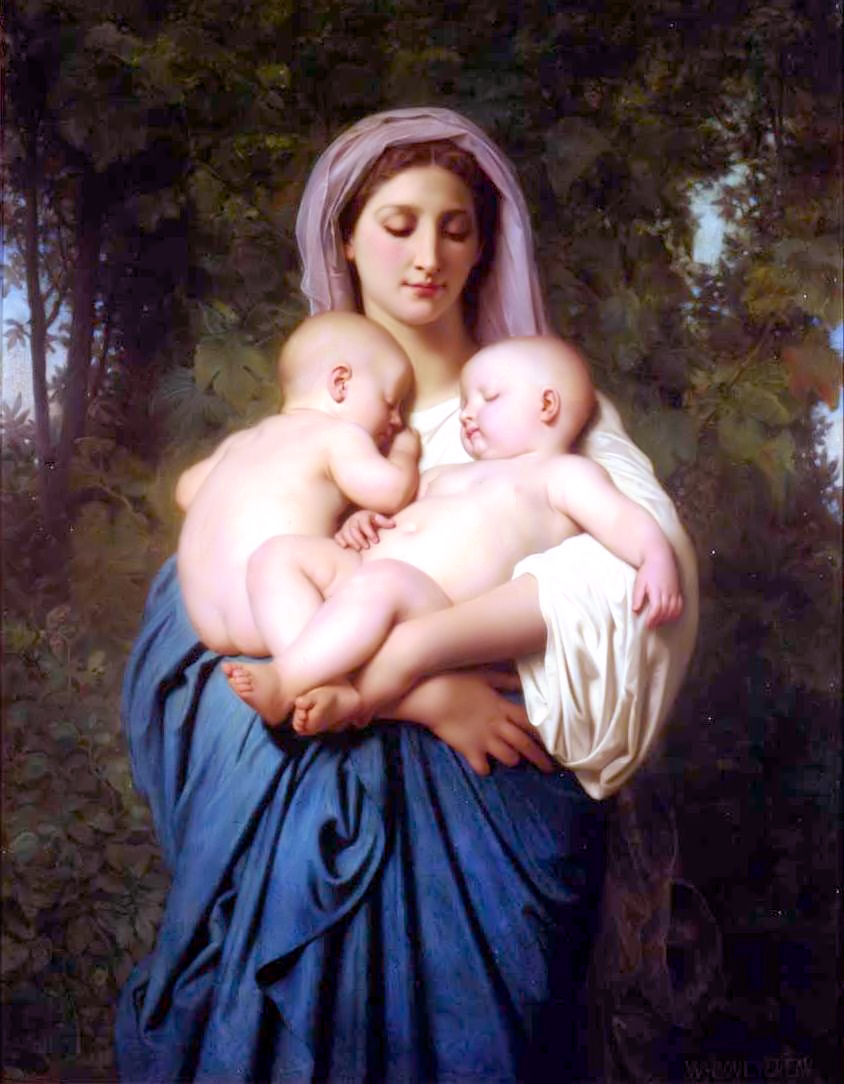
La Charité (Bác ái) (1859)
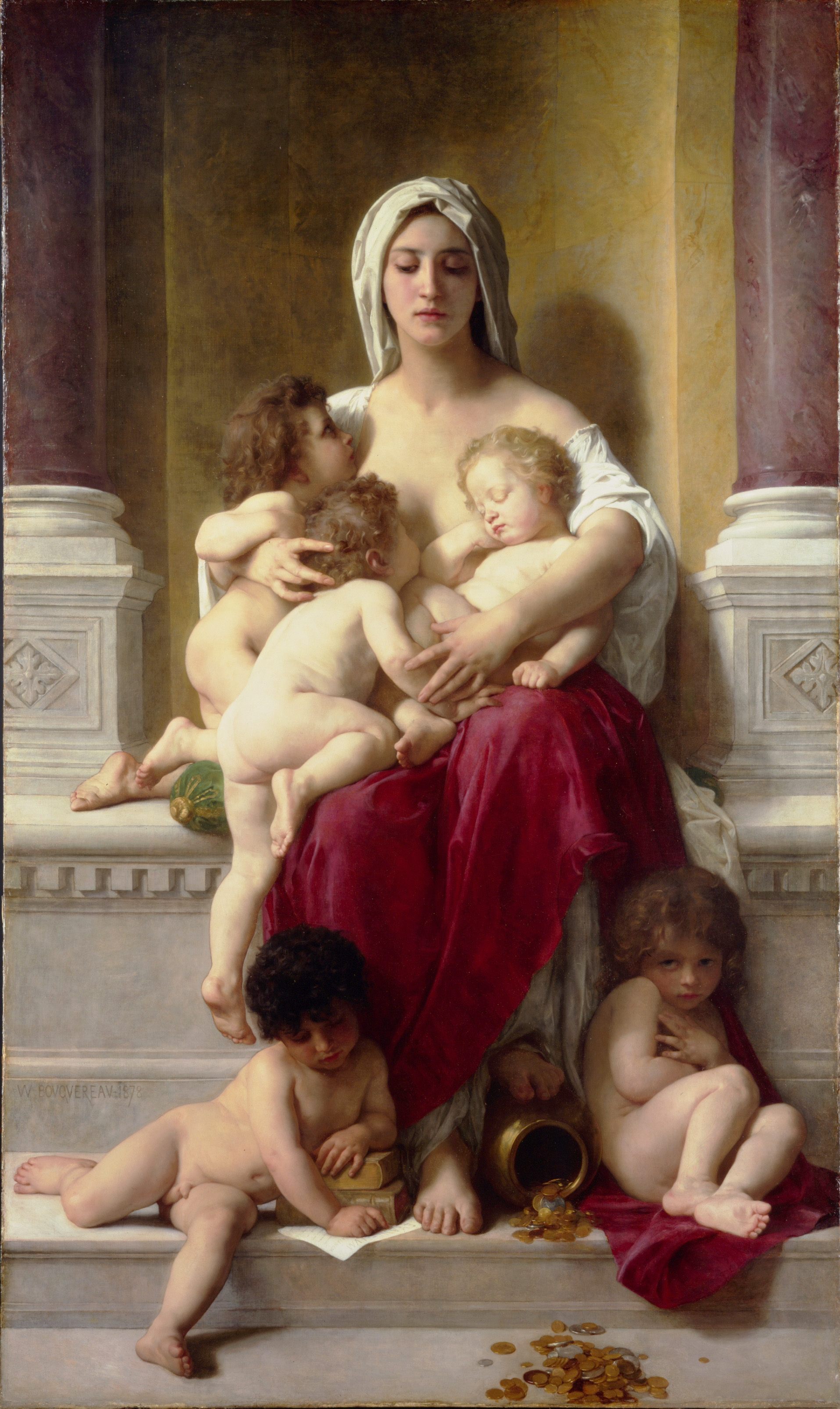
La Charité (Bác ái) (1878)
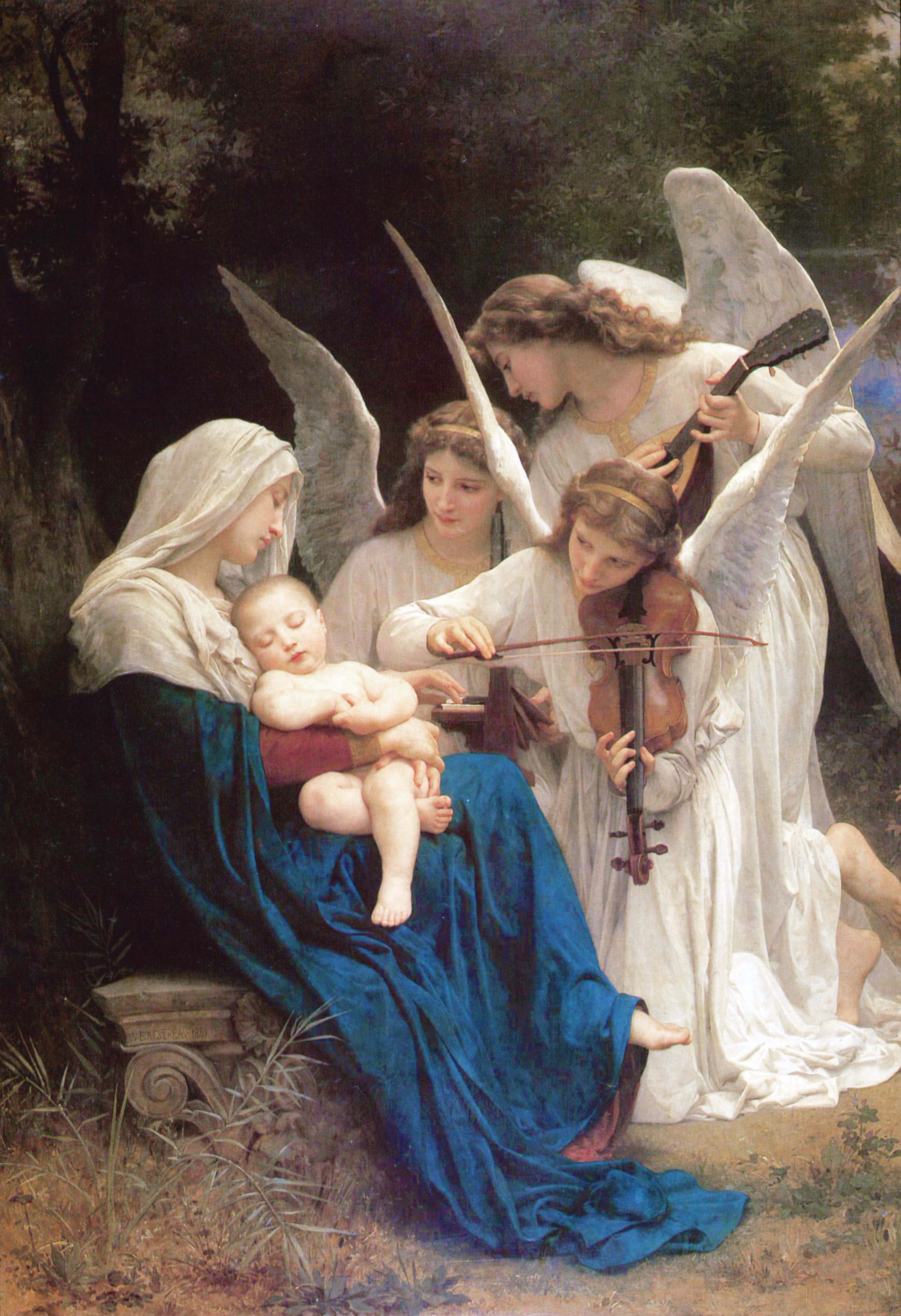
La Vierge aux anges (Đức Trinh nữ của các thiên thần) (1881)
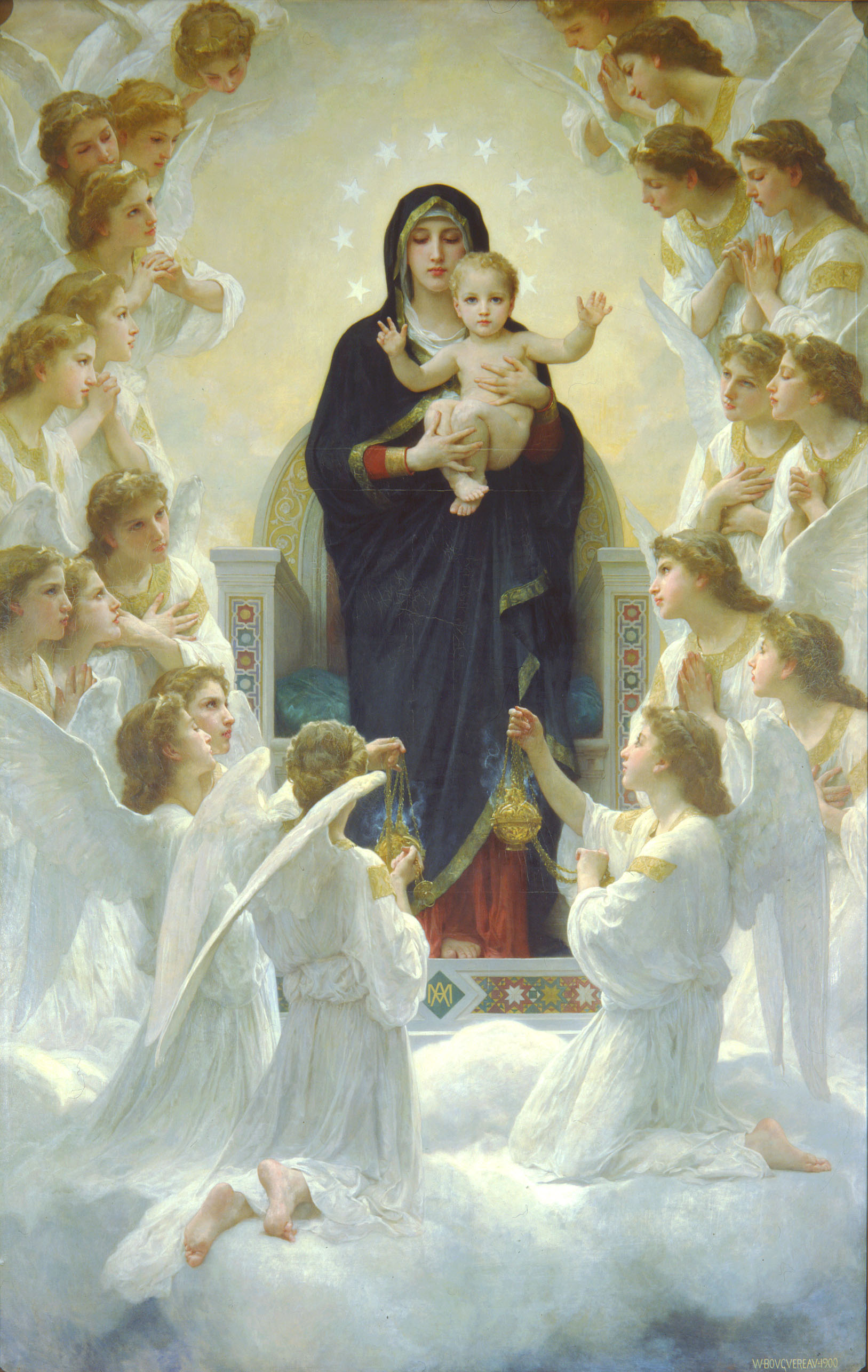
Regina angelorum (Nữ vương các thiên thần) (1900)